# Złochowice
Złochowice – wieś w województwie śląskim, w powiecie kłobuckim, gminie Opatów.
W latach 1975–1998 miejscowość administracyjnie należała do województwa częstochowskiego.

## Historia
Dawna własność królewska w starostwie krzepickim, w powiecie lelowskim, należącym do parafii w Kłobucku. Według lustracji z 1564 r. we wsi było 8 kmieci na półłankach. W ramach obowiązków wozili sieci na pola w czasie polowania. Karczmarz na zagrodzie płacił od szynku i posiadanej roli. 7 kmieci płaciło miodowe. W 1787 r. w Złochowicach mieszkało 312 osób, w tym 7 Żydów. Lustracja powiatu lelowskiego z 1789 r. wykazała: 70 gospodarstw, 61 domów (browar i 60 chałup) i 315 mieszkańców (148 kobiet). W roku 1781 we wsi było 65 domów i 320 mieszkańców (w tym 154 kobiety). Działała tu kopalnia rud żelaza "Złochowice".